# Хасковская область
Ха́сковская о́бласть (болг. Област Хасково) — область на юге Болгарии, граничащая с юга с Грецией и Турцией. Площадь территории области — 5470 км², население — 246 238 человек (2011). Административный центр — город Хасково.

## География

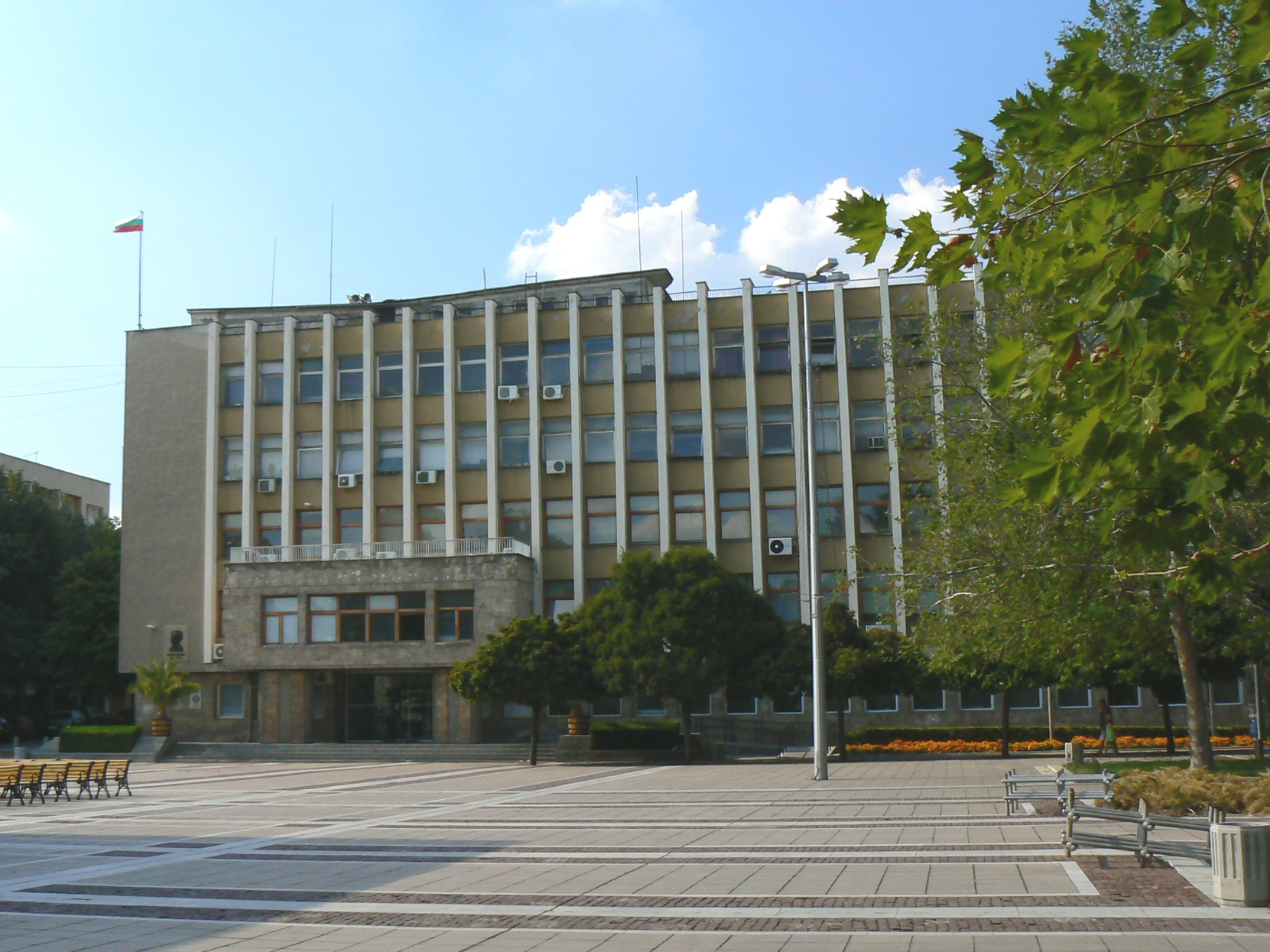
Здание областной администрации в Хаскове.

Хасковская область занимает часть Фракийской долины вдоль реки Марицы. Граничит на севере со Старозагорской областью, на востоке — с Ямболской областью, на юго-западе — с Кырджалийской областью, на западе — с Пловдивской областью и на юге с Грецией и Турцией.

## Административное деление
Административно область делится на 11 общин:

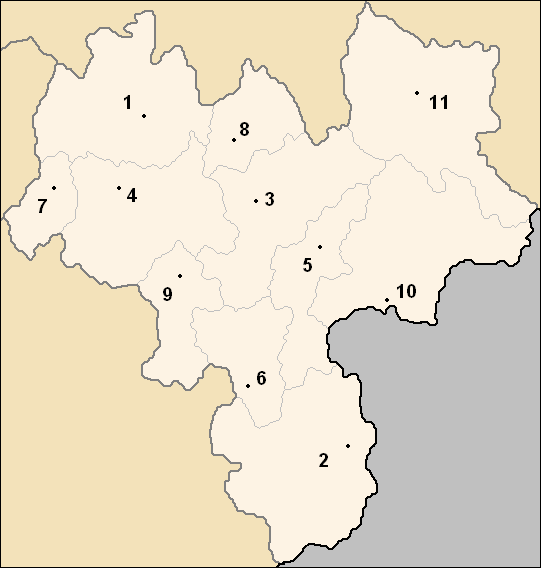
Общины Хасковской области

1. Община Димитровград
2. Община Ивайловград
3. Община Харманли
4. Община Хасково
5. Община Любимец
6. Община Маджарово
7. Община Минерални-Бани
8. Община Симеоновград
9. Община Стамболово
10. Община Свиленград
11. Община Тополовград

см. также населённые пункты Хасковской области

## Население

### Демография
| Год             | 1946    | 1956    | 1965    | 1975    | 1985    | 1992    | 2001    | 2005    | 2007    | 2009    |
| --------------- | ------- | ------- | ------- | ------- | ------- | ------- | ------- | ------- | ------- | ------- |
| Население, чел. | 235 248 | 272 100 | 287 996 | 330 132 | 334 584 | 295 503 | 277 483 | 267 204 | 263 019 | 256 408 |

| Этнические группы (2011) | Этнические группы (2011) | Этнические группы (2011) | Этнические группы (2011) | Этнические группы (2011) |
| Этническая группа        |                          |                          | Процент                  |                          |
| ------------------------ | ------------------------ | ------------------------ | ------------------------ | ------------------------ |
| Болгары                  |                          |                          | 79.4 %                   |                          |
| Турки                    |                          |                          | 12.5 %                   |                          |
| Цыгане                   |                          |                          | 7.0 %                    |                          |
| Другие                   |                          |                          | 1.1 %                    |                          |

### Вероисповедание
| на 01.03.2001   | на 01.03.2001 | на 01.03.2001 |
| вероисповедание | жителей       | %             |
| --------------- | ------------- | ------------- |
| Православные    | 227 593       | 82,03 %       |
| Мусульмане      | 33 780        | 12,17 %       |
| Католики        | 426           | 0,15 %        |
| Протестанты     | 1846          | 0,67 %        |
| Другие          | 912           | 0,33 %        |
| Не определились | 12 000        | 4,32 %        |
| Не указали      | 921           | 0,33 %        |
| Всего           | 277 478       | 100,00 %      |